# Universal Music Polska
Universal Music Polska Sp. z o.o. (Universal Music Poland) — польська дочірня компанія Universal Music Group, заснована в 1998 році у Варшаві. Після відходу Яна Кубіцького генеральним директором лейблу став Мацей Кутак.
Каталог UMP також включає релізи Izabelin Studio (заснованої в 1989 році), які були спочатку випущені PolyGram Poland в 1994 році та охоплювали роботи таких виконавців, як Kolaboranci, Big Day, Closterkeller та інших.
Universal Music Polska управляє дочірньою компанією Magic Records Sp. z o.o., яка була заснована в 1998 році власниками лейблу Magic Records s.c., що випускає музику танцювальних та електронних виконавців. Universal Music Polska також управляє музичним видавництвом під назвою Universal Music Publishing Sp. z o.o..
UMP розповсюджує в Польщі релізи HQT Music Group, які містили альбоми таких виконавців, як Евеліна Лісовська, Тарака, Мацей Чачик, Патрик Кумор та інші.

## Історія
Лейбл був заснований у 1998 році у Варшаві після того, як компанія PolyGram, в рамках своєї польської дочірньої компанії, була придбана Seagram і утворена Universal Music Group. UMP перейняла каталог PolyGram Poland, який включав альбоми таких виконавців, як Едита Бартошевич, Рената Домбковська, Лідія Копанія, Кася Ковальська, Sweet Noise та інших. Хоча перші альбоми під лейблом Universal Music Polska були випущені ще в 1999 році.